# Martín Durand
Martin Durand, né le 30 mai 1976 à Buenos Aires,  est un joueur de rugby argentin, évoluant au poste de troisième ligne (1,81 m pour 96 kg).

## Carrière

### En club
- Champagnat Club  Argentine
- Montpellier HR  France

### En équipe nationale
Martin Durand a fait ses débuts le 4 octobre 1997 contre l'équipe du Chili.

## Palmarès

### Sélections nationales
(à jour au 01.07.2006).
- 41 sélections en équipe d'Argentine
- 8 essais.
- 40 points.
- Nombre de sélections par année : 1 en 1997, 6 en 1998, 1 en 2000, 5 en 2001, 5 en 2002, 9 en 2003, 9 en 2004, 3 en 2005, 2 en 2006.

### Coupe du monde
- 2003 : 03 sélections (Roumanie, Namibie, Australie).